# Devils Peak (kulle i Hongkong)
Devils Peak (kinesiska: 炮台山, 魔鬼山) är en kulle i Hongkong (Kina). Den ligger i den centrala delen av Hongkong. Toppen på Devils Peak är 125 meter över havet.
Terrängen runt Devils Peak är lite kuperad. Havet är nära Devils Peak åt sydost.  Centrala Hongkong ligger 8,9 km väster om Devils Peak. I omgivningarna runt Devils Peak växer i huvudsak städsegrön lövskog.